# Dinar croat
Dinarul croat (în croată Hrvatski dinar, HRD, potrivit normei ISO 4217) a fost unitatea monetară a Croației din data de 23 decembrie 1991 până la data de 30 mai 1994, înlocuind Dinarul iugoslav.

## Istoria dinarului croat
La sfârșitul anului 1991, dinarul croat a înlocuit dinarul iugoslav la paritate egală. A fost o unitate monetară de tranziție introdusă ca urmare a declarației de independență a Croației față de Iugoslavia. În timpul existenței sale, dinarul croat s-a devalorizat cu un factor de 70. 
În 1994, dinarul croat a fost înlocuit prin noua monedă croată, Kuna, la o valoare de 1 kuna = 1000 de dinari croați. Nu a circulat în teritoriile ocupate.

## Monedele metalice
Nicio monedă metalică a dinarului croat nu a fost emisă.

## Bancnote
| Cupiuri        | Data emiterii    |
| -------------- | ---------------- |
| 1 dinar        | 8 octombrie 1991 |
| 5 dinari       | 8 octombrie 1991 |
| 10 dinari      | 8 octombrie 1991 |
| 25 dinari      | 8 octombrie 1991 |
| 100 dinari     | 8 octombrie 1991 |
| 500 dinari     | 8 octombrie 1991 |
| 1.000 dinari   | 8 octombrie 1991 |
| 2.000 dinari   | 15 ianuarie 1992 |
| 5.000 dinari   | 15 ianuarie 1992 |
| 10.000 dinari  | 15 ianuarie 1992 |
| 50.000 dinari  | 30 mai 1993      |
| 100.000 dinari | 30 mai 1993      |